# Zingiber flavovirens
Zingiber flavovirens är en enhjärtbladig växtart som beskrevs av Ida Theilade. Zingiber flavovirens ingår i släktet Zingiber och familjen Zingiberaceae. Inga underarter finns listade i Catalogue of Life.